# Port Allen, Louisiana
Port Allen är en ort i West Baton Rouge Parish i den amerikanska delstaten Louisiana med 5 180 invånare (2010). Port Allen är administrativ huvudort i West Baton Rouge Parish.
Port Allen har fått sitt namn efter Henry Watkins Allen.